# Ros Redonda
Ros Redonda es el nombre de una variedad cultivar de manzano (Malus domestica). Esta manzana es originaria de Galicia, está cultivada en la colección de árboles frutales y banco de germoplasma de Mabegondo con el N.º 397; ejemplares procedentes de esquejes localizados en O Barrio de Cascall, lugar de la parroquia de Petín en el  municipio de Petín (Orense).

## Sinónimos
- "Manzana Ros Redonda",[4][5]
- "Maceira Ros Redonda".

## Características
El manzano de la variedad 'Ros Redonda' tiene un vigor medio. Tamaño grande y porte erguido.
Época de inicio de brotación desconocido y de floración a partir del 11 de abril.
Las hojas tienen una longitud del limbo de tamaño largo, con la máxima anchura del limbo es media. Longitud de las estípulas es larga y la máxima anchura de las estípulas media. Denticulación del borde del limbo es serrado, con la forma del ápice del limbo cuspidado y la forma de la base del limbo es obtuso. Con subestípulas ausentes.
Sus flores tienen una longitud de los pétalos corta, con una anchura de los pétalos estrecha, disposición de los pétalos en contacto entre sí, con una longitud del pedúnculo corta.
La variedad de manzana 'Ros Redonda' tiene un fruto de tamaño medio, de forma plana-globosa, de color bicolor, con chapa a rayas, e intensidad media. Epidermis de textura desigual, con pruina en su superficie y con presencia de cera débil. Sensibilidad al "russeting" (pardeamiento áspero superficial que presentan algunas variedades)  poco sensible. Con lenticelas de tamaño mediano.
Los sépalos están dispuestos de forma variable, y superpuestos en su base; su fosa calicina es profunda y de una anchura ancha. Pedúnculo de grosor medio y de longitud largo, siendo la cavidad peduncular de una profundidad profunda y de anchura ancha. Con pulpa de color blanca, cuya firmeza es intermedia y su textura es intermedia; su jugosidad es intermedia, con sabor de acidez media-baja, y aromática.
Época de maduración y recolección a partir del 13 de septiembre. 'Ros Redonda' es una manzana que su destino es la conservación de esta variedad en el banco de germoplasma de Mabegondo como reserva genética.

## Susceptibilidades
- Oidio: ataque medio
- Moteado: no presenta
- Raíces aéreas: ataque débil
- Momificado: no presenta
- Pulgón lanígero: no presenta
- Pulgón verde: ataque medio
- Araña roja: no presenta
- Chancro del manzano: no presenta.[3]